# Alban Aumard
Pour les articles homonymes, voir Aumard.
Alban Aumard, né en France est un acteur français. Il suit les cours du théâtre Aleph puis de l’École d’art dramatique Périmony entre 1994 et 1997 et partage sa carrière entre le théâtre et le cinéma.

## Biographie
Alban Aumard joue sous la direction d’Oscar Castro dans Le Kabaret de la dernière chance et Le Club des Boléros ; Adrien de Van dans La Paix du dimanche de John Osborne, Kvetch de Steven Berkoff et 5 minutes avant l’aube ; Bernard Murat dans Frederick ou le Boulevard du crime d’Éric-Emmanuel Schmitt ; Philippe Awat dans Le Songe d'une nuit d'été de William Shakespeare ; Daniel Mesguish dans Paroles d’acteurs 2000 ; Arlette Téphany dans Un chapeau de paille d'Italie d’Eugène Labiche ; Philippe Calvario dans Roberto Zucco de Bernard-Marie Koltès et Richard III de William Shakespeare ; Jacques Weber dans Ondine de Jean Giraudoux.
Victor Gauthier-Martin le dirige à plusieurs reprises dans Les Petites Choses (1998), Un baiser dans la tête (2001), La Vie de Timon d’après Timon d'Athènes de William Shakespeare (2005).
Parallèlement, il travaille au cinéma avec François Dupeyron dans La Chambre des officiers, avec François Armanet dans La Bande du drugstore, avec Gilles Marchand dans Qui a tué Bambi ?, avec Patrick Bouchitey dans Impostures et avec Denys Thibaud dans Dans tes rêves.
Il interprète, entre autres, l'homme-sandwich des publicités NRJ mobile.

## Filmographie
- 2000 : La Chambre des officiers de François Dupeyron
- 2000: Les Cordier,Juge et Flic   Shorty
- 2001 : La Bande du drugstore de François Armanet
- 2002 : Qui a tué Bambi ? de Gilles Marchand
- 2003 : Vice et versa
- 2004 : Ennemis publics de Karim Abbou
- 2004 : Dans tes rêves de Denis Thybaud
- 2005 : Imposture
- 2005 : Enfermés dehors d'Albert Dupontel
- 2009 : La Rafle de Roselyne Bosch
- 2012 : Trois mondes de Catherine Corsini
- 2012 : Comme un chef de Daniel Cohen
- 2012 : Cloclo de Florent Emilio-Siri
- 2012 : Les Seigneurs d'Olivier Dahan
- 2012 : Superstar de Xavier Giannoli
- 2013 : La Dernière Campagne de Bernard Stora (téléfilm)
- 2016 : Baron Noir (série)
- 2018 : Scènes de ménages (série) (1 épisode)
- Depuis 2018 : Un si grand soleil (série)
- 2018 : Un mensonge oublié d'Éric Duret (téléfilm)
- 2022 : Le Petit Nicolas : Qu'est-ce qu'on attend pour être heureux ? : Le Bouillon (création de voix)